# Mistrzostwa Afryki w Zapasach 1981
Mistrzostwa Afryki w zapasach w 1981 roku rozegrano 5 czerwca 1981 w Nabul w Tunezji.

## Tabela medalowa
Gospodarz zawodów został zaznaczony kolorem.
| Miejsce | Kraj     | Złoto | Srebro | Brąz | Razem |
| 1.      | Egipt    | 5     | 5      | 4    | 14    |
| 2.      | Senegal  | 4     | 1      | 1    | 6     |
| 3.      | Tunezja  | 3     | 4      | 4    | 11    |
| 4.      | Maroko   | 3     | 3      | 4    | 10    |
| 5.      | Algieria | 2     | 5      | 5    | 12    |
| 6.      | Nigeria  | 2     | 0      | 1    | 3     |
| 7.      | Niger    | 1     | 2      | 1    | 4     |
| Razem   | Razem    | 20    | 20     | 20   | 60    |

## Wyniki mężczyźni

### styl wolny
| Waga    | Złoto:          | Srebro:              | Brąz:                |
| 48 kg   | Amos Ojo        | Noureddine Bouchoua  | Abou El Oufa         |
| 52 kg   | Mansour Douissi | Mohamed Hachaichi    | Talla Diaw           |
| 57 kg   | Ali Laszkar     | Abdelhalim Hachaichi | Antony Obakah        |
| 62 kg   | Austine         | Aloui                | Sa’id as-Sawakin     |
| 68 kg   | Othman Said     | Martin Soubaha       | Abd al-Aziz at-Tahir |
| 74 kg   | Muhammad Hammad | Stefan               | Rabah Kessoum        |
| 82 kg   | Kally Agogo     | Brahim Toughza       | Zouhair Seghaier     |
| 90 kg   | Hasan Ammar     | Ali Snoussi          | Jim Abot             |
| 100 kg  | Ambroise Sarr   | Habib Cheikh         | Abu Zajd Mihriz      |
| +100 kg | Mamadou Sakho   | Ali Gharbi           | Aszraf al-Biltadżi   |

### styl klasyczny
| Waga    | Złoto:                      | Srebro:                      | Brąz:               |
| 48 kg   | Bachir Chikhi               | Faradż Abd al-Munim Muhammad | Ahmed Abou El Ouafa |
| 52 kg   | Salem Blel                  | Sa’id Hasan Afifi            | Mohamed Hachaichi   |
| 57 kg   | Ali Laszkar                 | Habib Lakhal                 | Ahmad Husajn        |
| 62 kg   | Sa’id as-Sawakin            | Rachid Kasserie              | Husam ad-Din Hamid  |
| 68 kg   | Szaban Abd al-Wahhab Szaban | Abd al-Aziz at-Tahir         | Djebab Abdelmajid   |
| 74 kg   | Mustafa al-Fiki             | Mounji Boucetta              | Abdelmajid Boufatit |
| 82 kg   | Muhammad Hammad             | Brahim Toughza               | Ali Abdellaoui      |
| 90 kg   | Jabeur Dridi                | Hasan Ammar                  | Ali Snoussi         |
| 100 kg  | Ambroise Sarr               | Abu Zajd Mihriz              | Khalifa Ben Nasseur |
| +100 kg | Mamadou Sakho               | Aszraf al-Biltadżi           | Ali Gharbi          |